# Zemljemerka
Zemljemerka (znanstveno ime Peribatodes rhomboidaria) je metulj iz družine pedicev, katerega gosenice so škodljivci vinske trte in sliv. Pojavlja se v dveh rodovih letno.

## Opis
Razpon kril odraslega metulja znaša med 30 do 38 mm, dolžina trupa pa znaša med 40 in 50 mm.
Odrasli metulji so v Sloveniji aktivni v juliju in avgustu in ponovno v septembru v dveh generacijah.
Gosenice druge generacije zemljemerke preživijo zimo v zemlji, spomladi pa po steblih vinske trte splezajo do rozg, kjer objedajo napete brste in mlade liste. V vinogradih lahko naredijo veliko škode. Gosenice so sivo rjave barve in merijo v dolžino od 5 do 8 cm. Kot vse gosenice metuljev pedicev tudi gosenice zemljemerke značilno pednjajo, tako da primaknejo zadnji del telesa k prednjemu in se pri tem močno izbočijo.

## Podvrste
- Peribatodes rhomboidaria corsicaria (Schawerda 1931)
- Peribatodes rhomboidaria defloraria (Dannehl 1928)
- Peribatodes rhomboidaria rhomboidaria (Denis & Schiffermüller, 1775)
- Peribatodes rhomboidaria sublutearia (Zerny 1927)